# Bahnstrecke New Haven–Shelburne Junction
| Streckenlänge: | 152,37 km                                       |                                                       |                                                       |
| Spurweite: | 1435 mm (Normalspur)                            |                                                       |                                                       |
| Zweigleisigkeit: | –                                               |                                                       |                                                       |
| |                                                 |                                                       |                                                       |
| Gesellschaft: | bei Plainville: PAR Westfield–Southampton: PVRR |                                                       |                                                       |
| \| \| \| von New York City \| \| \| \| 0,00 \| New Haven CT Union Station \| New Haven CT Union Station \| \| \| \| nach New London \| \| \| \| \| Straßenbahn der Connecticut Co. (Chapel Street) \| \| \| \| ca. 0,5 \| New Haven CT Fair Street \| New Haven CT Fair Street \| \| \| \| Straßenbahn der Connecticut Co. (State Street) \| \| \| \| \| Straßenbahn der Connecticut Co. (Whitney Avenue) \| \| \| \| ca. 5 \| Highwood \| Highwood \| \| \| ca. 6 \| Hamden Plains CT \| Hamden Plains CT \| \| \| ca. 10 \| Centerville CT \| Centerville CT \| \| \| 13,89 \| Mount Carmel CT \| Mount Carmel CT \| \| \| ca. 16 \| Bradley’s \| Bradley’s \| \| \| ca. 19 \| Brooksvale CT \| Brooksvale CT \| \| \| 24,85 \| Cheshire CT \| Cheshire CT \| \| \| \| Straßenbahn der Connecticut Co. (West Main Street) \| \| \| \| \| Strecke Waterbury–Cromwell \| \| \| \| \| Interstate 691 \| \| \| \| 31,66 \| Milldale CT \| Milldale CT \| \| \| \| Straßenbahn Waterbury–Milldale \| \| \| \| 34,25 \| Plantsville CT \| Plantsville CT \| \| \| \| Quinnipiac River \| \| \| \| 35,50 \| Southington CT \| Southington CT \| \| \| \| Quinnipiac River (2×) \| \| \| \| \| Straßenbahn der Connecticut Co. (nach Lake Compounce) \| \| \| \| \| Interstate 84 \| \| \| \| ca. 41 \| Industrieanschluss \| Industrieanschluss \| \| \| 44,13 \| Plainville CT \| Plainville CT \| \| \| \| Verbindung nach Providence \| \| \| \| \| Strecke Waterbury–Providence \| \| \| \| \| Verbindung von Providence \| \| \| \| \| Pequabuck River \| \| \| \| \| Ende des Rangiergleises \| \| \| \| 49,39 \| Farmington CT \| Farmington CT \| \| \| \| nach New Hartford \| \| \| \| \| Farmington River \| \| \| \| \| Straßenbahn der Connecticut Co. (Farmington Avenue) \| \| \| \| 59,85 \| Avon CT \| Avon CT \| \| \| 64,29 \| Weatogue CT \| Weatogue CT \| \| \| \| von Poughkeepsie \| \| \| \| 67,48 \| Simsbury CT \| Simsbury CT \| \| \| \| nach Hartford \| \| \| \| ? \| Floydville CT \| Floydville CT \| \| \| \| Salmon Brook \| \| \| \| 75,11 \| Granby CT \| Granby CT \| \| \| \| Connecticut / Massachusetts \| \| \| \| 84,49 \| Congamond MA \| Congamond MA \| \| \| \| Great Brook \| \| \| \| 88,39 \| Southwick MA \| Southwick MA \| \| \| \| Little River \| \| \| \| \| Güteranschlüsse Crane Mill \| \| \| \| \| Straßenbahn Springfield (Main Street) \| \| \| \| \| Straßenbahn Springfield (Elm Street) \| \| \| \| \| Westfield River \| \| \| \| \| Strecke Worcester–Albany \| \| \| \| 97,41 \| Westfield MA \| Westfield MA \| \| \| \| Verbindung von Albany \| \| \| \| \| Güterbahnhof Westfield \| \| \| \| \| nach Holyoke \| \| \| \| \| Powdermill Brook \| \| \| \| \| Interstate 90 \| \| \| \| \| Industrieanschlüsse \| \| \| \| \| Gleisende an der Root Road \| \| \| \| \| Manhan River \| \| \| \| 108,63 \| Southampton MA \| Southampton MA \| \| \| \| Manhan River \| \| \| \| \| Straßenbahn Northampton (Union Street) \| \| \| \| 115,23 \| Easthampton MA \| Easthampton MA \| \| \| \| nach Mount Tom \| \| \| \| \| Manhan River \| \| \| \| \| Straßenbahn Northampton (Easthampton Road) \| \| \| \| \| Mill River \| \| \| \| \| Straßenbahn Northampton (New Street) \| \| \| \| \| Straßenbahn Northampton (Pleasant Street) \| \| \| \| \| von Springfield \| \| \| \| \| Straßenbahn Northampton (Bridge Street) \| \| \| \| 122,97 \| Northampton MA Union Station \| Northampton MA Union Station \| \| \| \| nach East Northfield und North Cambridge \| \| \| \| \| nach Williamsburg (Williamsburg Junction) \| \| \| \| \| Interstate 91 \| \| \| \| \| Straßenbahn der CVS (Hatfield Road) \| \| \| \| ? \| Hatfield MA \| Hatfield MA \| \| \| ? \| Whately MA \| Whately MA \| \| \| 141,64 \| South Deerfield MA \| South Deerfield MA \| \| \| \| nach Turners Falls \| \| \| \| \| Interstate 91 \| \| \| \| 149,59 \| Conway MA \| Conway MA \| \| \| \| Straßenbahn South River–Burkeville \| \| \| \| 152,37 \| von Greenfield (Shelburne Junction) \| von Greenfield (Shelburne Junction) \| \| \| \| nach Troy \| \| |                                                 |                                                       |                                                       |
| Strecke |                                                 | von New York City                                     | von New York City                                     |
| Bahnhof | 0,00                                            | New Haven CT Union Station                            | New Haven CT Union Station                            |
| Abzweig ehemals geradeaus und nach rechts |                                                 | nach New London                                       | nach New London                                       |
| Kreuzung geradeaus unten (Strecken außer Betrieb) |                                                 | Straßenbahn der Connecticut Co. (Chapel Street)       | Straßenbahn der Connecticut Co. (Chapel Street)       |
| Haltepunkt / Haltestelle (Strecke außer Betrieb) | ca. 0,5                                         | New Haven CT Fair Street                              | New Haven CT Fair Street                              |
| Kreuzung (Strecken außer Betrieb) |                                                 | Straßenbahn der Connecticut Co. (State Street)        | Straßenbahn der Connecticut Co. (State Street)        |
| Kreuzung geradeaus unten (Strecken außer Betrieb) |                                                 | Straßenbahn der Connecticut Co. (Whitney Avenue)      | Straßenbahn der Connecticut Co. (Whitney Avenue)      |
| Bahnhof (Strecke außer Betrieb) | ca. 5                                           | Highwood                                              | Highwood                                              |
| Haltepunkt / Haltestelle (Strecke außer Betrieb) | ca. 6                                           | Hamden Plains CT                                      | Hamden Plains CT                                      |
| Bahnhof (Strecke außer Betrieb) | ca. 10                                          | Centerville CT                                        | Centerville CT                                        |
| Bahnhof (Strecke außer Betrieb) | 13,89                                           | Mount Carmel CT                                       | Mount Carmel CT                                       |
| Haltepunkt / Haltestelle (Strecke außer Betrieb) | ca. 16                                          | Bradley’s                                             | Bradley’s                                             |
| Haltepunkt / Haltestelle (Strecke außer Betrieb) | ca. 19                                          | Brooksvale CT                                         | Brooksvale CT                                         |
| Bahnhof (Strecke außer Betrieb) | 24,85                                           | Cheshire CT                                           | Cheshire CT                                           |
| Kreuzung geradeaus unten (Strecken außer Betrieb) |                                                 | Straßenbahn der Connecticut Co. (West Main Street)    | Straßenbahn der Connecticut Co. (West Main Street)    |
| Kreuzung geradeaus unten (Strecken außer Betrieb) |                                                 | Strecke Waterbury–Cromwell                            | Strecke Waterbury–Cromwell                            |
| Brücke (Strecke außer Betrieb) |                                                 | Interstate 691                                        | Interstate 691                                        |
| Bahnhof (Strecke außer Betrieb) | 31,66                                           | Milldale CT                                           | Milldale CT                                           |
| Kreuzung geradeaus oben (Strecken außer Betrieb) |                                                 | Straßenbahn Waterbury–Milldale                        | Straßenbahn Waterbury–Milldale                        |
| Haltepunkt / Haltestelle (Strecke außer Betrieb) | 34,25                                           | Plantsville CT                                        | Plantsville CT                                        |
| Brücke über Wasserlauf (Strecke außer Betrieb) |                                                 | Quinnipiac River                                      | Quinnipiac River                                      |
| Bahnhof (Strecke außer Betrieb) | 35,50                                           | Southington CT                                        | Southington CT                                        |
| Brücke über Wasserlauf (Strecke außer Betrieb) |                                                 | Quinnipiac River (2×)                                 | Quinnipiac River (2×)                                 |
| Kreuzung geradeaus unten (Strecken außer Betrieb) |                                                 | Straßenbahn der Connecticut Co. (nach Lake Compounce) | Straßenbahn der Connecticut Co. (nach Lake Compounce) |
| Strecke mit Straßenbrücke (Strecke außer Betrieb) |                                                 | Interstate 84                                         | Interstate 84                                         |
| Betriebs-/Güterbahnhof Strecke bis hier außer Betrieb | ca. 41                                          | Industrieanschluss                                    | Industrieanschluss                                    |
| Dienststation / Betriebs- oder Güterbahnhof | 44,13                                           | Plainville CT                                         | Plainville CT                                         |
| Abzweig geradeaus und ehemals nach rechts |                                                 | Verbindung nach Providence                            | Verbindung nach Providence                            |
| Kreuzung |                                                 | Strecke Waterbury–Providence                          | Strecke Waterbury–Providence                          |
| Abzweig geradeaus und von rechts |                                                 | Verbindung von Providence                             | Verbindung von Providence                             |
| Brücke über Wasserlauf |                                                 | Pequabuck River                                       | Pequabuck River                                       |
| |                                                 | Ende des Rangiergleises                               |                                                       |
| Bahnhof (Strecke außer Betrieb) | 49,39                                           | Farmington CT                                         | Farmington CT                                         |
| Abzweig geradeaus und nach links (Strecke außer Betrieb) |                                                 | nach New Hartford                                     | nach New Hartford                                     |
| Brücke über Wasserlauf (Strecke außer Betrieb) |                                                 | Farmington River                                      | Farmington River                                      |
| Kreuzung geradeaus oben (Strecken außer Betrieb) |                                                 | Straßenbahn der Connecticut Co. (Farmington Avenue)   | Straßenbahn der Connecticut Co. (Farmington Avenue)   |
| Bahnhof (Strecke außer Betrieb) | 59,85                                           | Avon CT                                               | Avon CT                                               |
| Haltepunkt / Haltestelle (Strecke außer Betrieb) | 64,29                                           | Weatogue CT                                           | Weatogue CT                                           |
| Abzweig geradeaus und von links (Strecke außer Betrieb) |                                                 | von Poughkeepsie                                      | von Poughkeepsie                                      |
| Bahnhof (Strecke außer Betrieb) | 67,48                                           | Simsbury CT                                           | Simsbury CT                                           |
| Abzweig geradeaus und nach rechts (Strecke außer Betrieb) |                                                 | nach Hartford                                         | nach Hartford                                         |
| Haltepunkt / Haltestelle (Strecke außer Betrieb) | ?                                               | Floydville CT                                         | Floydville CT                                         |
| Brücke über Wasserlauf (Strecke außer Betrieb) |                                                 | Salmon Brook                                          | Salmon Brook                                          |
| Bahnhof (Strecke außer Betrieb) | 75,11                                           | Granby CT                                             | Granby CT                                             |
| Grenze (Strecke außer Betrieb) |                                                 | Connecticut / Massachusetts                           | Connecticut / Massachusetts                           |
| Haltepunkt / Haltestelle (Strecke außer Betrieb) | 84,49                                           | Congamond MA                                          | Congamond MA                                          |
| Brücke über Wasserlauf (Strecke außer Betrieb) |                                                 | Great Brook                                           | Great Brook                                           |
| Bahnhof (Strecke außer Betrieb) | 88,39                                           | Southwick MA                                          | Southwick MA                                          |
| Brücke über Wasserlauf (Strecke außer Betrieb) |                                                 | Little River                                          | Little River                                          |
| Dienststation / Betriebs- oder Güterbahnhof (Strecke außer Betrieb) |                                                 | Güteranschlüsse Crane Mill                            | Güteranschlüsse Crane Mill                            |
| Kreuzung geradeaus oben (Strecken außer Betrieb) |                                                 | Straßenbahn Springfield (Main Street)                 | Straßenbahn Springfield (Main Street)                 |
| Kreuzung geradeaus oben (Strecken außer Betrieb) |                                                 | Straßenbahn Springfield (Elm Street)                  | Straßenbahn Springfield (Elm Street)                  |
| Brücke über Wasserlauf (Strecke außer Betrieb) |                                                 | Westfield River                                       | Westfield River                                       |
| Kreuzung (Strecke geradeaus außer Betrieb) |                                                 | Strecke Worcester–Albany                              | Strecke Worcester–Albany                              |
| Bahnhof (Strecke außer Betrieb) | 97,41                                           | Westfield MA                                          | Westfield MA                                          |
| Abzweig ehemals geradeaus und von links |                                                 | Verbindung von Albany                                 | Verbindung von Albany                                 |
| Dienststation / Betriebs- oder Güterbahnhof |                                                 | Güterbahnhof Westfield                                | Güterbahnhof Westfield                                |
| Abzweig geradeaus und nach rechts |                                                 | nach Holyoke                                          | nach Holyoke                                          |
| Brücke über Wasserlauf |                                                 | Powdermill Brook                                      | Powdermill Brook                                      |
| Strecke mit Straßenbrücke |                                                 | Interstate 90                                         | Interstate 90                                         |
| Dienststation / Betriebs- oder Güterbahnhof |                                                 | Industrieanschlüsse                                   | Industrieanschlüsse                                   |
| |                                                 | Gleisende an der Root Road                            |                                                       |
| Brücke über Wasserlauf (Strecke außer Betrieb) |                                                 | Manhan River                                          | Manhan River                                          |
| Bahnhof (Strecke außer Betrieb) | 108,63                                          | Southampton MA                                        | Southampton MA                                        |
| Brücke über Wasserlauf (Strecke außer Betrieb) |                                                 | Manhan River                                          | Manhan River                                          |
| Kreuzung (Strecken außer Betrieb) |                                                 | Straßenbahn Northampton (Union Street)                | Straßenbahn Northampton (Union Street)                |
| Bahnhof (Strecke außer Betrieb) | 115,23                                          | Easthampton MA                                        | Easthampton MA                                        |
| Abzweig geradeaus und nach rechts (Strecke außer Betrieb) |                                                 | nach Mount Tom                                        | nach Mount Tom                                        |
| Brücke über Wasserlauf (Strecke außer Betrieb) |                                                 | Manhan River                                          | Manhan River                                          |
| Kreuzung geradeaus oben (Strecken außer Betrieb) |                                                 | Straßenbahn Northampton (Easthampton Road)            | Straßenbahn Northampton (Easthampton Road)            |
| Brücke über Wasserlauf (Strecke außer Betrieb) |                                                 | Mill River                                            | Mill River                                            |
| Kreuzung geradeaus unten (Strecken außer Betrieb) |                                                 | Straßenbahn Northampton (New Street)                  | Straßenbahn Northampton (New Street)                  |
| Kreuzung (Strecken außer Betrieb) |                                                 | Straßenbahn Northampton (Pleasant Street)             | Straßenbahn Northampton (Pleasant Street)             |
| Abzweig ehemals geradeaus und von rechts |                                                 | von Springfield                                       | von Springfield                                       |
| Kreuzung geradeaus oben (Querstrecke außer Betrieb) |                                                 | Straßenbahn Northampton (Bridge Street)               | Straßenbahn Northampton (Bridge Street)               |
| ehemaliger Bahnhof | 122,97                                          | Northampton MA Union Station                          | Northampton MA Union Station                          |
| Abzweig ehemals geradeaus und nach rechts |                                                 | nach East Northfield und North Cambridge              | nach East Northfield und North Cambridge              |
| Abzweig geradeaus und nach links (Strecke außer Betrieb) |                                                 | nach Williamsburg (Williamsburg Junction)             | nach Williamsburg (Williamsburg Junction)             |
| Strecke mit Straßenbrücke (Strecke außer Betrieb) |                                                 | Interstate 91                                         | Interstate 91                                         |
| Kreuzung geradeaus unten (Strecken außer Betrieb) |                                                 | Straßenbahn der CVS (Hatfield Road)                   | Straßenbahn der CVS (Hatfield Road)                   |
| Haltepunkt / Haltestelle (Strecke außer Betrieb) | ?                                               | Hatfield MA                                           | Hatfield MA                                           |
| Haltepunkt / Haltestelle (Strecke außer Betrieb) | ?                                               | Whately MA                                            | Whately MA                                            |
| Bahnhof (Strecke außer Betrieb) | 141,64                                          | South Deerfield MA                                    | South Deerfield MA                                    |
| Abzweig geradeaus und nach rechts (Strecke außer Betrieb) |                                                 | nach Turners Falls                                    | nach Turners Falls                                    |
| Strecke mit Straßenbrücke (Strecke außer Betrieb) |                                                 | Interstate 91                                         | Interstate 91                                         |
| Bahnhof (Strecke außer Betrieb) | 149,59                                          | Conway MA                                             | Conway MA                                             |
| Kreuzung geradeaus unten (Strecken außer Betrieb) |                                                 | Straßenbahn South River–Burkeville                    | Straßenbahn South River–Burkeville                    |
| Abzweig ehemals geradeaus und von rechts | 152,37                                          | von Greenfield (Shelburne Junction)                   | von Greenfield (Shelburne Junction)                   |
| Strecke |                                                 | nach Troy                                             | nach Troy                                             |

Die Bahnstrecke New Haven–Shelburne Junction ist eine Eisenbahnstrecke in Connecticut und Massachusetts (Vereinigte Staaten). Sie ist rund 152 Kilometer lang und verbindet unter anderem die Städte New Haven, Hamden, Cheshire, Plainville, Farmington, Avon, Simsbury, Westfield, Northampton und Conway. Die normalspurige Strecke ist größtenteils stillgelegt. Im Stadtgebiet von Plainville führen die Pan Am Railways noch Anschlussgüterverkehr durch. Im Stadtgebiet von Westfield betreibt die Pioneer Valley Railroad den Güterverkehr und bedient einige Industriekunden im Norden der Stadt. Der Abschnitt vom heutigen Gleisende an der Root Road in Westfield bis zum früheren Bahnhof Southampton ist nicht offiziell stillgelegt, jedoch bereits abgebaut. Ein Großteil der stillgelegten Strecke wurde in Rad- und Wanderwege umgebaut.

## Geschichte

### Vorgeschichte
Am 4. Juli 1825 begannen die Bauarbeiten für den Farmington Canal, eine künstliche Wasserstraße, die von New Haven nach Northampton in Massachusetts führen sollte und größtenteils von der Stadt New Haven finanziert wurde. New Haven war bis dahin vom Schiffsverkehr auf dem Connecticut River abgeschnitten, da die Mündung des Flusses weiter östlich lag. Der Kanal sollte Handelsverkehr von Hartford abziehen und diesen stattdessen durch New Haven bringen. Der Kanal führte daher ein ganzes Stück westlich an Hartford vorbei, eine Trassenführung, die absichtlich gewählt wurde. 1829 war der Kanal von New Haven bis Farmington fertiggestellt und 1835 führte er bis Northampton. Der bis dahin längste Kanal Neuenglands war von Anfang an ein Verlustgeschäft, der Betreiber ging 1836 in Konkurs. Die Situation verschlimmerte sich noch, als 1839 eine durchgehende Eisenbahnverbindung von New Haven nach Springfield und weiter nordwärts eröffnet wurde. Anfang der 1840er Jahre begannen die Planungen, den Kanal in eine Bahnstrecke umzuwandeln, was 1846 von der Aufsichtsbehörde genehmigt wurde. Im Mai des Jahres wurde daraufhin die Farmington Canal Railroad Company gegründet, die im Mai 1848 in New Haven and Northampton Railroad umbenannt wurde.

### Bau und Eröffnung
Mit dem Baubeginn für die Eisenbahn wurde der Kanal stillgelegt. Am 11. Januar 1848 fuhren die ersten planmäßigen Züge von New Haven bis Plainville, nachdem die Strecke bereits am Silvestertag des Vorjahres fertig war. Von New Haven bis Centerville führten die Gleise teilweise nicht entlang des früheren Kanals, sondern auf dem Cheshire Turnpike, der Landstraße nach Cheshire (heute Route 10). Betreiber war die New York and New Haven Railroad, die die Strecke ab dem Eröffnungstag von der Kanalgesellschaft gepachtet hatte. Im März 1850 eröffnete sie die Verlängerung bis Granby. Personenverkehr fand anfangs nur bis Simsbury und weiter über eine Zweigstrecke nach Tariffville statt. Erst mit der weiteren Verlängerung der Strecke wurde der Personenverkehr zwischen Simsbury und Granby aufgenommen.
Die Hartford and New Haven Railroad betrieb eine Hauptstrecke weiter östlich und wollte nun den Zugang der New York&New Haven nach Massachusetts blockieren. Man einigte sich darauf, dass die Züge der New Haven&Northampton in Granby enden sollten und kein durchlaufender Zugverkehr erfolgt. Nun gründete man kleine Bahngesellschaften, die kurze Abschnitte nördlich von Granby bauten. Die Farmington Valley Railroad wurde im Mai 1852 in Connecticut gegründet und sollte von Granby bis zur Bundesstaatengrenze bauen, wurde jedoch schon im Mai 1854 von der New Haven&Northampton aufgekauft. Von der Grenze bis Westfield sollte die 1850 gegründete Hampden Railroad Company eine Bahnstrecke bauen und von Westfield bis Northampton schließlich die ebenfalls 1850 gegründete Northampton and Westfield Railroad Company. Die beiden letzteren Gesellschaften fusionierten 1853 zur Hampshire and Hampden Railroad Company
Die gesamte Verlängerung von Granby bis Northampton ging am 1. Juli 1856 in Betrieb. Die New Haven&Northampton pachtete die Strecke in Massachusetts von der Hampshire&Hampden und kaufte sie schließlich 1862 auf. Betreiber des Abschnitts in Massachusetts war nicht die New York and New Haven Railroad, sondern die New Haven&Northampton selbst, da der Pachtvertrag nicht auf diesen Abschnitt ausgedehnt wurde. Am 30. Juni 1869 endete auch auf dem Abschnitt New Haven–Granby der Pachtvertrag, sodass die New Haven&Northampton nun die gesamte Strecke allein betrieb und auch den durchlaufenden Zugverkehr einführte.
Die ungünstige Streckenführung in New Haven über die Landstraße sorgte für zahlreiche Unfälle mit Straßenfahrzeugen. 1880 wurde die Bahntrasse daher auf eine abseits der Straße gelegene Streckenführung umverlegt. Im Juli 1881 eröffnete die New Haven&Northampton schließlich noch die Verlängerung der Strecke bis Shelburne Junction, von wo ein Mitbenutzungsrecht für die Bahnstrecke Greenfield–Troy bis North Adams, bzw. ab 1887 nur noch bis Shelburne Falls, vereinbart wurde. Am 1. April 1887 pachtete die New York, New Haven and Hartford Railroad (NH) die gesamte Bahnstrecke und führte ab diesem Zeitpunkt den Betrieb auf ihr.

### Stilllegung
Der Verkehr auf der Bahnstrecke war nie sehr umfangreich. Durchlaufender Verkehr kam kaum zustande, da die parallel verlaufenden Hauptstrecken besser ausgebaut waren. Als während des Ersten Weltkrieges Material benötigt wurde und außerdem immer mehr Fahrgäste auf eigene Fahrzeuge umstiegen, beendete die NH 1917 den Personenverkehr zwischen Conway und Shelburne Falls, im folgenden Jahr auch zwischen Northampton und Conway. 1925 wurde daraufhin der Streckenabschnitt von South Deerfield bis Shelburne Junction stillgelegt. Etwa zur gleichen Zeit endete zwischen New Haven und Plainville sowie zwischen Farmington und Westfield der Personenverkehr. Ab 1928 schließlich wurde auch zwischen Plainville und Farmington sowie Westfield und Northampton nur noch Güterverkehr betrieben.
1943 legte die Bahngesellschaft die Strecke von Northampton bis South Deerfield ebenfalls still. 1969 übernahm Penn Central die Bahnstrecke und legte noch im gleichen Jahr die Strecke zwischen Easthampton und Northampton still. Die Gleise auf der gesamten Strecke waren so verschlissen, dass 1974 das US-Verkehrsministerium die gesamte Strecke von New Haven bis Westfield als excess trackage deklarierte und die Geschwindigkeit begrenzte. 1976 wurde auch die Strecke von Simsbury nach Westfield stillgelegt. Etwa zu dieser Zeit wurde die Gleisverbindung zur Hauptstrecke in New Haven gekappt und alle Güterkunden entlang der Strecke mussten über Plainville bedient werden. Ebenfalls 1976 übernahm Conrail den Betrieb der Strecke, zwischen Avon und Simsbury mit Subventionen durch den Bundesstaat.
Anfang der 1980er Jahre endete der planmäßige Verkehr zwischen New Haven und Cheshire. Conrail verkaufte die Strecke New Haven–Avon 1982 an die Boston and Maine Railroad und legte den Abschnitt Avon–Simsbury still. Im gleichen Jahr übernahm die Pioneer Valley Railroad den in Massachusetts liegenden Abschnitt von Westfield bis Easthampton, legte 1983 jedoch die Strecke zwischen Southampton und Easthampton still. Zwischen der Root Road in Westfield und Southampton endete etwa um die Jahrtausendwende der planmäßige Verkehr und die Gleise wurden daraufhin abgebaut, jedoch wurde dieser Abschnitt bisher nicht offiziell stillgelegt.
Mit der Boston&Maine ging die in Connecticut liegende Strecke 1983 an die Guilford Transportation über, die seit 2006 unter dem Namen Pan Am Railways firmiert. Diese legte 1987 die Strecke New Haven–Cheshire still, und 1991 auch den Abschnitt Plainville–Avon. Um die Jahrtausendwende folgte der Abschnitt von Cheshire bis etwa drei Kilometer vor Plainville.

## Streckenbeschreibung
Die Strecke verläuft von New Haven bis Northampton auf der Trasse des früheren Farmington Canal und kommt ohne größere Steigungen und Tunnel aus. Sie beginnt im Bahnhof New Haven Union Station und biegt in Richtung Norden ab. Der Abschnitt in der Innenstadt von New Haven ist nahezu vollständig überbaut worden. Ab der Temple Street liegt bis Cheshire der Farmington Canal Heritage Trail, ein Radweg, auf der früheren Bahntrasse. Die Strecke verläuft nordwärts durch Hamden und Cheshire. Auf dem erst um die Jahrtausendwende stillgelegten nun folgenden Abschnitt von Cheshire bis Milldale sind die Gleise zwar abgebaut, der Radweg jedoch noch nicht fertiggestellt. Erst ab Milldale beginnt der Farmington Canal Heritage Trail wieder und führt weiter auf der Bahntrasse bis Southington.
Kurz danach unterquert die Bahntrasse die Interstate 84 und nördlich dieser Brücke beginnen die noch im Anschlussverkehr befahrenen Gleise. Diese führen bis zum Kreuzungsbahnhof Plainville. Die Bahnstrecke Waterbury–Providence wird hier auch heute noch niveaugleich gekreuzt. Die Verbindungskurve in Richtung Providence ist langgezogen und mündet erst etwa 500 Meter nördlich der Kreuzung in die Bahnstrecke ein. Die direkte Verbindungskurve aus Richtung Providence in Richtung New Haven ist abgebaut, sodass die Züge, die die Güteranschlüsse im Süden von Plainville bedienen, hier rangieren müssen. Nördlich des Bahnhofs Plainville enden die Gleise in Höhe des Flugplatzes und die nun wieder stillgelegte Strecke liegt bis Farmington brach.
In Farmington zweigte einst eine Stichstrecke nach New Hartford ab. Ab hier wurde die Bahntrasse erneut in einen Rad- und Wanderweg umfunktioniert. Sie führt weiter nordwärts durch Avon und Simsbury bis Granby und über die Grenze nach Massachusetts. Durch Southwick erreicht die Bahntrasse nach einigen Kilometern Westfield. An der Shaker Road kurz vor der Stadtgrenze zu Westfield endet der Radweg und die Strecke liegt bis Westfield brach. In Westfield überquert die Bahntrasse den Westfield River und unmittelbar danach niveaugleich die Bahnstrecke Worcester–Albany. Die Gleiskreuzung ist jedoch abgebaut, lediglich die Verbindungskurve aus Richtung Albany nach Norden ist noch in Betrieb.
Hier beginnen die Gleise der Pioneer Valley Railroad, deren Hauptstrecke jedoch der frühere Abzweig nach Holyoke ist. Die Strecke zu den Güteranschlüssen im Norden von Westfield wird als Zweigstrecke betrieben. Ab der Root Road sind die Gleise abgebaut, die Strecke ist bis Southampton jedoch nicht offiziell stillgelegt. Ab Easthampton wurde die stillgelegte Strecke bis zur früheren Northampton Union Station in den Manhan Rail Trail umfunktioniert. In Northampton berührt die Trasse die Bahnstrecke Springfield–East Northfield, zu der sie bis South Deerfield parallel und nahezu in Sichtweite verläuft. Auf der Trasse wurde jedoch die Interstate 91 und in South Deerfield die State Road und Greenfield Road gebaut. Nördlich von South Deerfield biegt die Trasse in Richtung Nordwesten ab und unterquert die Interstate 91 und erreicht kurz darauf den Deerfield River, an dessen Südufer sie bis zum Endpunkt der Strecke bei Conway verläuft. Nördlich des Bahnhofs Conway mündet die Bahntrasse am Knotenpunkt Shelburne Junction in die Bahnstrecke Greenfield–Troy ein. Einen Haltepunkt gab es hier nicht, die Züge fuhren ohne Halt weiter bis Shelburne Falls.

## Personenverkehr
1851 verkehrten auf der Strecke zwei Zugpaare von New Haven nach Simsbury und weiter nach Tariffville sowie ein Zugpaar von New Haven bis Farmington und weiter über eine andere Zweigstrecke nach Collinsville. Nach der Verlängerung nach Northampton fuhren die beiden Zugpaare, die bisher nach Tariffville verkehrten, nach Granby, wo in Richtung Northampton umgestiegen werden musste. Zwei Zugpaare fuhren von dort bis zum neuen Endpunkt der Strecke, jedoch nur jeweils eines mit direktem Anschluss von und nach New Haven. Ein weiteres Zugpaar zwischen Westfield und Northampton ergänzte das Angebot auf dem neuen Abschnitt. Mit der Eröffnung der Zweigstrecke von Northampton nach Williamsburg fuhren ab Februar 1868 die Züge von der Hauptstrecke zunächst dorthin weiter. Nachdem die Betriebsführung zwischen New Haven und Granby auf die New Haven&Northampton übergegangen war, fuhren ab 1. Juli 1869 drei Zugpaare von New Haven nach Williamsburg ohne Umsteigen in Granby sowie ein weiteres Zugpaar von Westfield nach Williamsburg.
An dieser Situation änderte sich erst 1881 etwas, als die Hauptstrecke nach Shelburne Junction verlängert wurde. Drei Zugpaare verkehrten nun an Werktagen von New Haven nach North Adams bzw. ab 1887 nach Shelburne Falls, sowie ein weiteres von New Haven nach Northampton und weiter nach Williamsburg. Ein zusätzlicher Zug ohne entsprechenden Gegenzug fuhr an Werktagen von Westfield nach Shelburne Falls. Hinzu kam ein tägliches Zugpaar von Simsbury nach Northampton, wodurch nun auch sonntags ein Zug auf der Strecke fuhr.
Ende der 1890er Jahre wurde der Sonntagsverkehr wieder eingestellt. Gleichzeitig wurde wieder ein Zugpaar eingeführt, das von New Haven über Farmington nach Collinsville und weiter nach New Hartford fuhr. Nur noch zwei Zugpaare fuhren auf der Gesamtstrecke. Der dritte Zug fuhr nur noch zwischen New Haven und Northampton. Das Zugpaar Simsbury–Northampton wurde auf den Abschnitt Westfield–Northampton gekürzt. Im Sommer verkehrte ein zusätzliches Zugpaar von Northampton nach Shelburne Falls.
Anfang der 1910er Jahre wurde das Angebot verändert. Nur noch in Richtung New Haven gab es einen durchlaufenden Zug von Shelburne Falls nach New Haven. In der Gegenrichtung übernachtete der Zug in Northampton. Zwei weitere Zugpaare fuhren zwischen New Haven und Northampton, eines zwischen Northampton und Shelburne Falls sowie eines zwischen Westfield und South Deerfield und weiter nach Turners Falls. 1917/18 wurde der Personenverkehr zwischen Northampton und Shelburne Falls eingestellt und 1920 fuhren nur noch zwei Zugpaare New Haven–Northampton sowie ein Zugpaar Westfield–Williamsburg auf der Strecke.
Nachdem auf einem Großteil der Strecke der Personenverkehr eingestellt worden war, verkehrten 1926 auf der Strecke zwei werktägliche Züge in der Relation Hartford–Winsted, die zwischen Plainville und Farmington über die Bahnstrecke fuhren. Ein gemischter Zug verkehrte außerdem von Westfield nach Northampton. 1928 endete auch dieser spärliche Verkehr.